# Norbert Eschmann
 (décembre 2021).
Si vous disposez d'ouvrages ou d'articles de référence ou si vous connaissez des sites web de qualité traitant du thème abordé ici, merci de compléter l'article en donnant les références utiles à sa vérifiabilité et en les liant à la section « Notes et références ».
Norbert Eschmann (né le 19 septembre 1933 à Besançon - mort le 13 mai 2009 à Lausanne) est un sportif suisse.

## Biographie

### Carrière dans le football
Il fut un des grands footballeurs du Lausanne-Sports et du Stade français dans les années 1960. Il fut sélectionné 15 fois (3 buts) dans l'équipe nationale suisse avec 2 participations à la Coupe du monde (1954 et 1962) et a obtenu le titre de Champion suisse avec le Lausanne-Sports en 1965.
En parallèle de son activité principale, il écrivait régulièrement pour le journal "Miroir du Football" dans les années 1960 et 1970.

### Carrière après-football
Après sa carrière sportive en 1971, il est devenu journaliste au quotidien 24 heures (anciennement la Feuille d'avis de Lausanne) et a suivi pendant de nombreuses années le club au travers de ses reportages sportifs. Il a également été entraîneur du FC Locarno (1967-1969) et du FC Martigny (1969-1971).

## Carrière
- 1951-1954 :  FC Lausanne-Sport
- 1954-1955 :  Red Star
- 1955-1957 :  FC Lausanne-Sport
- 1957-1958 :  Servette FC
- 1958-1960 :  Olympique de Marseille
- 1960-1963 :  Stade français
- 1963-1965 :  FC Lausanne-Sport
- 1965-1966 :  FC Sion
- 1966-1967 :  BSC Young Boys
- 1967-1969 :  FC Locarno
- 1969-1971 :  Martigny Sports